# Championnats d'Asie de karaté 2005
Les championnats d'Asie de karaté 2005 ont lieu les 21 et 22 mai 2005 à Macao, en République populaire de Chine. Il s'agissait de la septième édition des championnats d'Asie de karaté seniors organisés par la Fédération asiatique de karaté-do.

## Résultats

### Épreuves individuelles

#### Kata
| Rang | Pays           | Karatéka       |
| ---- | -------------- | -------------- |
| 1    | Japon          | Takashi Katada |
| 2    | Malaisie       | Ku Jin Keat    |
| 3    | Iran           | Mohsen Ashrafi |
| 3    | Taipei chinois | Shen Chia-Hao  |

| Rang | Pays        | Karatéka            |
| ---- | ----------- | ------------------- |
| 1    | Japon       | Kasuga Wakabayashi  |
| 2    | Viêt Nam    | Hoang Ngan Nguyen   |
| 3    | Malaisie    | Lim Lee Lee         |
| 3    | Philippines | Stephanie Carol Lim |

#### Kumite

##### Kumitemasculin
| Rang | Pays           | Karatéka         |
| ---- | -------------- | ---------------- |
| 1    | Viêt Nam       | Nguyen Pham Tran |
| 2    | Taipei chinois | Cheng-Kang Hsieh |
| 3    | Philippines    | Norman Montalvo  |
| 3    | Iran           | Majid Tahani     |

| Rang | Pays      | Karatéka        |
| ---- | --------- | --------------- |
| 1    | Japon     | Keita Fujimoto  |
| 2    | Iran      | Hossein Rouhani |
| 3    | Indonésie | Donny Dharmanan |
| 3    | Koweït    | Hosain Qotten   |

| Rang | Pays           | Karatéka           |
| ---- | -------------- | ------------------ |
| 1    | Japon          | Ayumi Kameyama     |
| 2    | Iran           | Salimi Seyedmohsen |
| 3    | Taipei chinois | Chih-Kang Shao     |
| 3    | Malaisie       | Lim Yoke Wai       |

| Rang | Pays        | Karatéka              |
| ---- | ----------- | --------------------- |
| 1    | Japon       | Shinji Nagaki         |
| 2    | Iran        | Mehdi Amouzadeh       |
| 3    | Ouzbékistan | Sherzod Kodirov       |
| 3    | Malaisie    | Mahendran Supremaniam |

| Rang | Pays           | Karatéka        |
| ---- | -------------- | --------------- |
| 1    | Japon          | Ko Matsuhisa    |
| 2    | Taipei chinois | Hao Yun Huang   |
| 3    | Iran           | Saeid Farrokhi  |
| 3    | Inde           | Charanjit Singh |

| Rang | Pays        | Karatéka            |
| ---- | ----------- | ------------------- |
| 1    | Iran        | Nader Joudat Aghdam |
| 2    | Japon       | Shimizu Ryosuke     |
| 3    | Ouzbékistan | Farkhod Arkhmetov   |
| 3    | Koweït      | Ahmad Mohammad      |

| Rang | Pays           | Karatéka         |
| ---- | -------------- | ---------------- |
| 1    | Koweït         | Jaber Al Hamed   |
| 2    | Taipei chinois | Huan-Wei Lin     |
| 3    | Iran           | Mehran Behnamfar |
| 3    | Japon          | Kiyohiko Tosa    |

| Rang | Pays        | Karatéka       |
| ---- | ----------- | -------------- |
| 1    | Iran        | Ali Shaierzade |
| 2    | Kazakhstan  | Andrey Korolev |
| 3    | Koweït      | Jaber Al Hamed |
| 3    | Ouzbékistan | Ilkhom Karimov |

##### Kumiteféminin
| Rang | Pays      | Karatéka                |
| ---- | --------- | ----------------------- |
| 1    | Malaisie  | Vasantha Marial Anthony |
| 2    | Viêt Nam  | Nguyet Anh Vu Thi       |
| 3    | Macao     | I Jou Man               |
| 3    | Thaïlande | Vinyaphau Rubporn       |

| Rang | Pays      | Karatéka                 |
| ---- | --------- | ------------------------ |
| 1    | Japon     | Natsuki Fujiwara         |
| 2    | Viêt Nam  | Dao Thi Tu Anh           |
| 3    | Thaïlande | Torrattanawathana Yanisa |
| 3    | Indonésie | Jenny Zeanet             |

| Rang | Pays      | Karatéka           |
| ---- | --------- | ------------------ |
| 1    | Japon     | Yuko Takahashi     |
| 2    | Malaisie  | Yamini Gopalasamy  |
| 3    | Hong Kong | Chan Ka Man        |
| 3    | Viêt Nam  | Nguyen Thi Hai Yen |

| Rang | Pays        | Karatéka                      |
| ---- | ----------- | ----------------------------- |
| 1    | Ouzbékistan | Sofiya Kaspulatova            |
| 2    | Kazakhstan  | Natalia Solodilova            |
| 3    | Macao       | Cristina Pereira Carion Paula |
| 3    | Japon       | Emiko Hanma                   |

| Rang | Pays           | Karatéka           |
| ---- | -------------- | ------------------ |
| 1    | Ouzbékistan    | Sofiya Kaspulatova |
| 2    | Hong Kong      | Chan Ka Man        |
| 3    | Japon          | Tomoko Araga       |
| 3    | Taipei chinois | Ai-Chen Hsieh      |

### Épreuves par équipes

#### Kata
| Rang | Pays           |
| ---- | -------------- |
| 1    | Japon          |
| 2    | Koweït         |
| 3    | Taipei chinois |
| 3    | Iran           |

| Rang | Pays           |
| ---- | -------------- |
| 1    | Japon          |
| 2    | Malaisie       |
| 3    | Taipei chinois |
| 3    | Macao          |

#### Kumite
| Rang | Pays       |
| ---- | ---------- |
| 1    | Iran       |
| 2    | Japon      |
| 3    | Kazakhstan |
| 3    | Koweït     |

| Rang | Pays      |
| ---- | --------- |
| 1    | Japon     |
| 2    | Malaisie  |
| 3    | Thaïlande |
| 3    | Viêt Nam  |